# Hesperochthonius oregonicus
Espèce
Synonymes
- Chthonius oregonicus Muchmore, 1968

Hesperochthonius oregonicus est une espèce de pseudoscorpions de la famille des Chthoniidae.

## Distribution
Cette espèce est endémique d'Oregon aux États-Unis. Elle se rencontre dans le comté de Coos.

## Description
Le mâle holotype mesure 1,48 mm et la femelle paratype 2,13 mm, les mâles mesurent de 1,48 à 1,62 mm et les femelles de 1,90 à 2,13 mm.

## Étymologie
Son nom d'espèce lui a été donné en référence au lieu de sa découverte, l'Oregon.

## Publication originale
- Muchmore, 1968 : Two new species of chthoniid pseudoscorpions from the western United States (Arachnida: Chelonethida: Chthoniidae). Pan-Pacific Entomologist, vol. 44, p. 51-57 (texte intégral).